# 1926年全仏選手権 (テニス)
1926年 全仏選手権（1926ねんぜんふつせんしゅけん、Internationaux de France de Roland-Garros 1926）に関する記事。フランス・パリにある「スタッド・ローラン・ギャロス」にて開催。

## 大会の流れ
- 男子シングルスは「75名」の選手による7回戦制で行われた。11人の選手を絞り落とすため、1回戦は11試合を実施し、他の53名は2回戦から出場した。
- 男子シングルスのシード選手は16名であったが、第5シード・第11シード・第12シードの3人は1回戦から出場した。他のシード選手が初戦敗退した場合は「2回戦＝初戦」と表記する。
- 女子シングルスは「32名」の選手による5回戦制で行われ、シード選手は8名であった。1926年に関しては、人数調整は不要で（32名＝2の5乗）1回戦不戦勝はない。

## シード選手

### 男子シングルス
1. ビンセント・リチャーズ　（ベスト4）
2. ルネ・ラコステ　（準優勝）
3. ハワード・キンゼイ　（ベスト8）
4. アンリ・コシェ　（優勝、2年ぶり2度目：国際大会化後の初優勝）
5. ジャン・ワッシャー　（ベスト8）
6. ジャン・ボロトラ　（ベスト4）
7. シャルル・エシュリマン　（4回戦）
8. アタール・アリ・ファイジー　（2回戦＝初戦）
9. ベラ・フォン・ケーリング　（ベスト8）
10. ニコラス・ミシュー　（ベスト8）
11. ヘンドリク・ティマー　（2回戦）
12. ヤン・コジェルフ　（4回戦）
13. ホセ・マリア・テハダ　（4回戦）
14. レオンス・アスラングール　（4回戦）
15. ギレルモ・ロブソン　（4回戦）
16. コリン・グレゴリー　（4回戦）

### 女子シングルス
1. スザンヌ・ランラン　（優勝、国際大会化前から数えて6度目）
2. ヘレン・ウィルス　（2回戦）
3. メアリー・ブラウン　（準優勝）
4. エリザベス・ライアン　（ベスト8）
5. ジョーン・フライ　（ベスト4）
6. キティ・マッケイン　（ベスト8）
7. ジュリー・ブラスト　（1回戦）
8. イボンヌ・ブルジョワ　（1回戦）

## 大会経過

### 男子シングルス
準々決勝
- ビンセント・リチャーズ vs.  ベラ・フォン・ケーリング　6-1, 6-3, 6-3
- アンリ・コシェ vs.  ジャン・ワッシャー　6-4, 3-6, 7-5, 6-4
- ジャン・ボロトラ vs.  ハワード・キンゼイ　2-6, 6-4, 6-1, 3-6, 7-5
- ルネ・ラコステ vs.  ニコラス・ミシュー　14-12, 6-1, 6-1

準決勝
- アンリ・コシェ vs.  ビンセント・リチャーズ　6-1, 6-4, 6-4
- ルネ・ラコステ vs.  ジャン・ボロトラ　8-6, 3-6, 6-2, 6-4

### 女子シングルス
準々決勝
- スザンヌ・ランラン vs.  シモーヌ・マチュー　6-0, 6-0
- ジョーン・フライ vs.  エリザベス・ライアン　7-5, 3-6, 11-9
- メアリー・ブラウン vs.  キティ・ゴッドフリー　7-5, 6-0
- コルネリア・ボウマン vs.  S・ルカロン　6-2, 7-9, 8-6

準決勝
- スザンヌ・ランラン vs.  ジョーン・フライ　6-2 6-1
- メアリー・ブラウン vs.  コルネリア・ボウマン　8-6, 6-2

## 決勝戦の結果
- 男子シングルス： アンリ・コシェ vs.  ルネ・ラコステ　6-2, 6-4, 6-3
- 女子シングルス： スザンヌ・ランラン vs.  メアリー・ブラウン　6-1, 6-0
- 男子ダブルス： ビンセント・リチャーズ＆ ハワード・キンゼイ vs.  アンリ・コシェ＆ ジャック・ブルニョン　6-4, 6-1, 4-6, 6-4
- 女子ダブルス： スザンヌ・ランラン＆ ジュリー・ブラスト vs.  キティ・ゴッドフリー＆ イブリン・コリヤー　6-1, 6-1
- 混合ダブルス： ジャック・ブルニョン＆ スザンヌ・ランラン vs.  ジャン・ボロトラ＆ スザンヌ・ルベスネレ　6-4, 6-3